# Religionsfreiheit in Eritrea
Die Religionsfreiheit in Eritrea ist massiv beeinträchtigt. Formal wird Religionsfreiheit durch die 1997 angenommene, aber nie implemtierte Verfassung des Landes gewährt. In der Praxis ist die Menschenrechtslage in dem autoritär regierten Einparteienstaat katastrophal. Sämtliche bürgerliche Freiheitsrechte, inklusive der Religions- und Weltanschauungsfreiheit, sind massiv eingeschränkt.

## Normierung

### Verfassungsrechtlicher Rahmen
Art. 19 Absatz 1 der Verfassung von Eritrea von 1997 sieht Gedanken-, Gewissens- und Weltanschauungsfreiheit vor:
„Jede Person hat das Recht auf Gedanken-, Gewissens- und Weltanschauungsfreiheit.“
Art. 19 Absatz 4 der Verfassung sieht darüber hinaus die freie Religionsausübung und Bekenntnisfreiheit vor:
„Jeder Mensch hat die Freiheit, jede Religion auszuüben und sich zu dieser Ausübung zu bekennen.“
Artikel 14 Absatz 2 verbietet außerdem verschiedene Formen der Diskriminierung, u. a. auch die Diskriminierung aufgrund der Religionszugehörigkeit.
Die 1997 angenommene Verfassung wurde in der Praxis jedoch nie implementiert.

### Völkerrechtlicher Rahmen
Eritrea ist am 22. Januar 2002 dem Internationalen Pakt über bürgerliche und politische Rechte beigetreten, der unter Artikel 18 das Recht auf Gedanken-, Gewissens- und Religionsfreiheit ausformuliert. In der Praxis kommt die autoritäre Führung des Landes jedoch den dort festgeschriebenen menschenrechtlichen Bestimmungen nicht nach. Regelmäßig wird die Regierung des Landes dafür auch international gerügt, etwa im Kontext des Universal Periodic Review (UPR-Verfahren) beim UN-Menschenrechtsrat. Alleine 43 der im Zuge des UPR-Verfahrens ausgesprochenen Empfehlungen betreffen (Stand 2019) den Kontext der Religions- und Weltanschauungsfreiheit.

## Verletzungen der Religionsfreiheit

### Verletzungen der Religionsfreiheit im Zuge der repressiven, totalitären Regierungspolitik

#### Verbot der Einmischung in politische Angelegenheiten für Religionsgemeinschaften
Das autoritäre Regierungsregime lässt keine Widersprüche gegen seine Regierungspolitik zu, auch nicht von Seiten der Religionsgemeinschaften. Religionsgemeinschaften ist es explizit untersagt, sich in politische Angelegenheiten einzumischen. Insbesondere ist auch die Gründung von Parteien, denen eine religiöse Motivation oder Weltanschauung zugrunde liegt, verboten.

#### Staatliche Kontrollansprüche gegenüber den inneren Angelegenheiten der Religionsgemeinschaften
Der absolute Kontrollanspruch des autoritären Regimes kommt auch darin zum Ausdruck, dass es sich massiv in die inneren Angelegenheiten der Religionsgemeinschaften einmischt, insbesondere bei der Frage der Besetzung wichtiger religiöser Ämter:
2006 wurde z. B. der als Regimekritiker geltende Patriarch Abune Antonios, der dritte Patriarch der Eritreisch-Orthodoxen Tewahedo-Kirche war, auf Druck der Regierung von der Synode der Kirche abgesetzt. Anschließend wurde der Patriarch bis zu seinem Tod im Februar 2022 unter Hausarrest gestellt. Die Haft musste er zum Teil in Isolation verbringen.
Auch muslimische Einrichtungen und Gemeinden sind von der Einmischung des Regimes betroffen. Muftis, die Vorsteher der muslimischen Gemeinden, werden vom Präsidenten des Landes bestimmt.
Die katholische Kirche in Eritrea wehrt sich gegen den staatlichen Kontrollanspruch und hat unter anderem ein Hirtenwort veröffentlicht, das u. a. den von der Regierung verordneten ausbeuterischen Nationaldienst kritisiert. 2019 konfiszierte daraufhin die Regierung die katholischen Gesundheitseinrichtungen, Waisenhäuser und Schulen im Land.

#### Verbot der ausländischen Finanzierung von Religionsgemeinschaften
Durch eine Regierungsproklamation von 1995 zur Regelung der Aktivitäten religiöser Institutionen ist es Religionsgemeinschaften verboten, Gelder aus dem Ausland für ihre Finanzierung anzunehmen und zu verwenden.

#### Verbot der Religionsausübung im Militärdienst
Religionsausübung im Militärdienst ist in Eritrea verboten, auch für Wehrpflichtige, die den 18-monatigen verpflichtenden Wehrdienst ableisten.